# Bitwa pod Yŏngdong
Bitwa pod Yŏngdong – starcie zbrojne stoczone podczas wojny koreańskiej w dniach 22–25 lipca 1950 toku.

## Bitwa
Walki toczyły się przez kilka dni, głównie na drogach. Wieczorem 25 lipca Koreańczycy z 3 Dywizji Armii Ludowej weszli do Yŏngdong i zmusili do odwrotu Amerykanów z 1 Dywizji Kawalerii, jednak to zwycięstwo kosztowało ich duże straty.
Niedługo po tym starciu Amerykanie dokonali masakry koreańskich cywilów w Nogŭn-ri (kor. 노근리), zabijając około 400 osób.